# Hugo O'Conor Cunco y Fali
Hugo O'Conor Cunco y Fali (Hugh O'Conor en Irlanda, también se escribe O'Connor) (1732-1779) fue un militar y político nacido en Dublín, Irlanda. Perteneció a la orden de Calatrava. Conocido como el capitán rojo por los apaches de Tejas por ser pelirrojo. Se le encargó el dominio militar de las provincias internas del norte de Nueva España por el virrey Carlos Francisco de Croix, en 1767. Fue designado gobernador de Tejas ese mismo año de 1767 y lo fue hasta 1770. Después fue gobernador y capitán general de Yucatán durante poco más de un año, de 1778 hasta su muerte en 1779.

## Datos históricos y biográficos
Hugo O'Conor nació en Dublín, Irlanda, en 1732. Era descendiente de Turlough Mor O'Conor, rey de Irlanda que murió en 1156, y por ello la inclinación política de la familia O'Conor, de religión católica, no estaba a favor del dominio británico. A los dieciocho años, por motivos políticos y religiosos, como muchos otros aristócratas irlandeses, O'Conor abandonó su tierra natal trasladándose a España donde vivían sus primos Dominic y Alejandro O'Reilly, quienes ya servían como oficiales en el ejército real español. Se estableció en Aragón, España, de donde se volvió natural.
Ya en España, él también abrazó la carrera de las armas y se incorporó a las milicias reales. Ingresó en el Regimiento Hibernia, que sirvió en Badajoz, La Coruña y San Sebastián. Participó en la invasión de Portugal durante la guerra de los Siete Años; por su valor ascendió a capitán e ingresó en la Orden de Calatrava.
Fue enviado a Cuba y después, en 1765, a la Nueva España, como parte del contingente destinado allí para reformar el ejército del virreinato. Se lo envió de inspección a Texas para investigar casos de corrupción y otros delitos y reformó la defensa de la región, acosada por apaches y comanches. A finales de 1771, se lo nombró comandante de las Provincias Internas, en sustitución de Bernardo de Gálvez.
Ahí se distinguió por su capacidad como estratega militar y fue designado capitán para los territorios del norte a fin de ejercer dominio en la región. Durante su estancia en estos territorios de la Nueva España estableció la ciudad de Tucsón en Sonora, actualmente Arizona, villa que fue construida originalmente como puesto militar en 1775. Fue nombrado gobernador de Tejas, cargo que ejerció hasta 1770.
Hugo O'Conor alcanzó el grado de brigadier en mérito a sus servicios a la Corona de España. Al final de su carrera, con la salud ya quebrantada, compró en la corte la gubernatura y capitanía general de Yucatán, durante el reinado de Carlos III. Tomó posesión en febrero de 1778 pero llegó al cargo enfermo y cansado. Por prescripción médica se fue a vivir a una finca campirana, la quinta Miraflores, ubicada en aquel entonces en las afueras de Mérida, Yucatán, capital de la provincia, por el rumbo del barrio de San Cristóbal, desde donde despachó los asuntos oficiales.
Al poco tiempo de iniciada su gestión empeoró su estado de salud; falleció después de cumplir su primer aniversario en el cargo.
La única obra pía que se recuerda de su administración en Yucatán fue el donativo y subsido que recibió el Hospital de San Lázaro en el puerto de San Francisco de Campeche, que se había especializado en el cuidado de los enfermos de lepra, enfermedad por aquellos tiempos muy extendida en la región.
A su muerte volvió a encargarse interinamente del despacho de los asuntos de la provincia de Yucatán Alonso Manuel Peón, quien ejerció el cargo solo por once días, ya que se presentó en Mérida, proveniente de Campeche el teniente de rey Roberto Rivas Betancourt, que por su posición tenía derecho a la gubernatura interina, mientras el rey disponía la sucesión.